# Stretto di Hōyo
Lo stretto di Hōyo (in giapponese 豊予海峡?, Hōyo Kaikyō) si trova in Giappone, situato tra l'isola di Shikoku e l'isola di Kyūshū.

## Caratteristiche
Lo stretto di Hōyo rappresenta il punto più stretto del canale di Bungo, ed è delimitato da un lato dalla penisola di Sadamisaki nella prefettura di Ehime, che è il punto più occidentale dell'isola di Shikoku; dall'altro lato è delimitato dal capo di Sekizaki, nella prefettura di Ōita, nella penisola di Saganoseki. Al centro dello stretto si trova l'isola di Takashima.